# Faucon-de-Barcelonnette
Faucon-de-Barcelonnette is een gemeente in het Franse departement Alpes-de-Haute-Provence (regio Provence-Alpes-Côte d'Azur) en telt 293 inwoners (2005). De plaats maakt deel uit van het arrondissement Barcelonnette.

## Geografie
De oppervlakte van Faucon-de-Barcelonnette bedraagt 18,1 km², de bevolkingsdichtheid is 16,2 inwoners per km².
De onderstaande kaart toont de ligging van Faucon-de-Barcelonnette met de belangrijkste infrastructuur en aangrenzende gemeenten.

## Demografie
Onderstaande figuur toont het verloop van het inwonertal (bron: INSEE-tellingen).
Vanwege een beveiligingsprobleem met de MediaWiki Graph-software is het momenteel niet mogelijk deze grafiek weer te geven. Zodra de software is bijgewerkt zal de grafiek vanzelf weer zichtbaar worden.